# Cuina libanesa

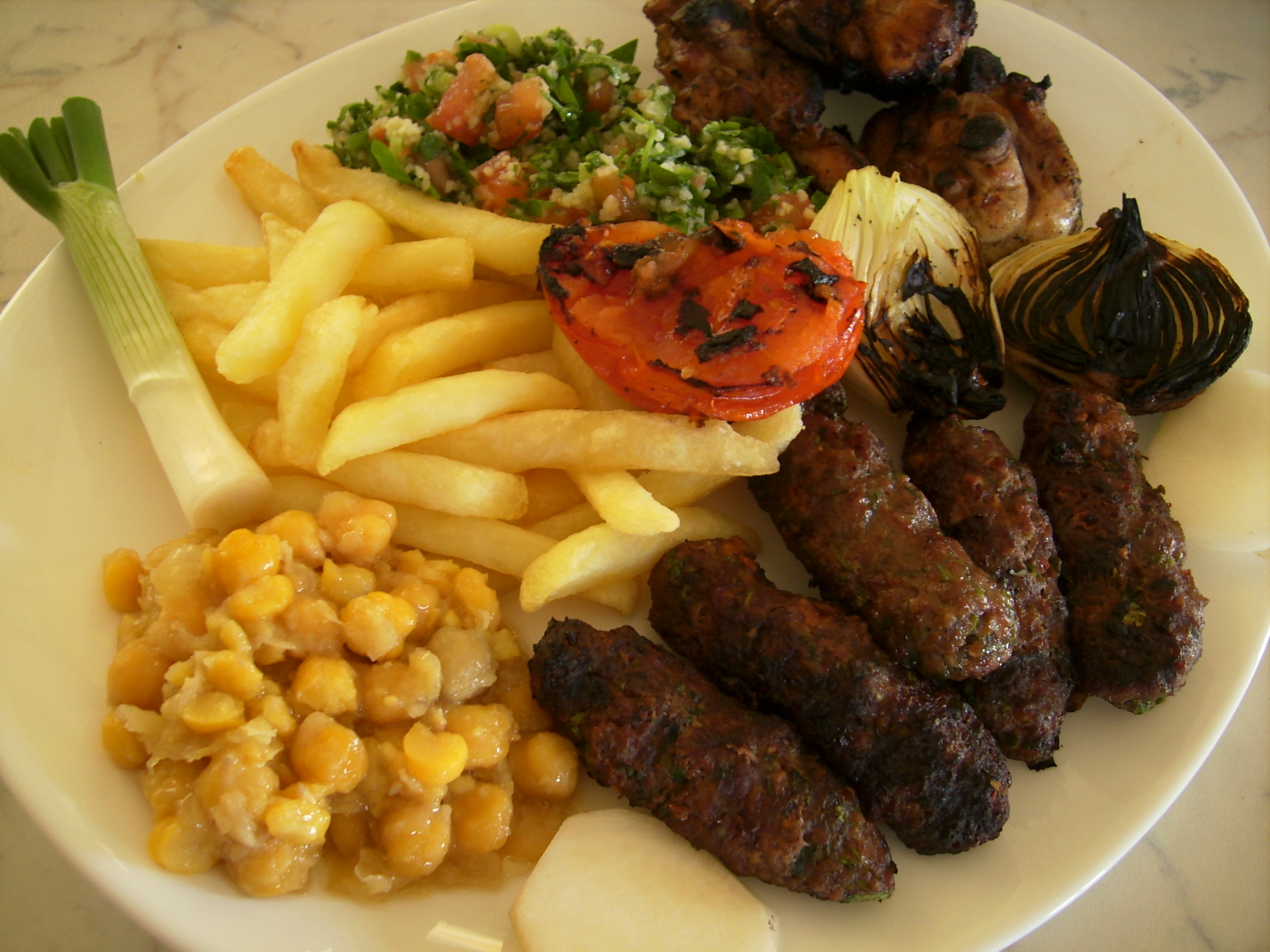
Mostra de cuina libanesa.

La cuina libanesa és la gastronomia pròpia del Líban. Inclou grans integrals, fruites, verdura, midó, peix fresc i marisc; el greix animal no es consumeix habitualment. Es menja més sovint aviram que carn vermella; quan es menja carn vermella generalment és xai a la costa, i carn de cabra a les regions muntanyoses. També inclou quantitats generoses d'all i d'oli d'oliva, sovint assaonat amb suc de llimona. Els cigrons i el julivert són el segell de la dieta libanesa.
La cuina libanesa és antiga i forma part de la cuina del Llevant. Molts plats de la gastronomia de Líbia es remunten a èpoques de domini romà i fenici. Més recentment, la cuina libanesa ha estat influenciada per diverses civilitzacions estrangeres que n'han tingut el poder. Entre el 1516 i el 1918, els turcs otomans van controlar el Líban i hi van introduir una varietat de menjars que han esdevingut icones de la dieta libanesa, com cuinar amb xai. Després que els otomans fossin derrotats en la Primera Guerra Mundial (1914–1918), França va controlar el Líban fins al 1943, quan el país va aconseguir la seva independència. Els francesos hi van introduir plats com el flan, un flam de postres que data del segle xvi, i croissants.
Entre els plats més coneguts hi ha el baba ghanouj, un aperitiu fet amb albergínia; el falàfel, petites croquetes fetes amb cigrons amb molt picant, faves, o una combinació dels dos; i el xauarma, un entrepà amb carn marinada rostides en pals llargs. Un component important de molts plats libanesos és l'hummus, un puré fet amb cigrons, tahina de sèsam, suc de llimona i all, que s'acostuma a menjar amb pa àrab. Unes postres conegudes són el baklava, fet amb pasta fil·lo, farcit amb nous i endolcit amb mel o xarop de dàtil. Es preparen algunes postres específiques per a ocasions especials: el meghli, per exemple, serveix per celebrar el naixement d'un bebè en una família. També les mancuixes, que són galetes típiques de la cuina llevantina.